# P.A. Heiberg (dokumentarfilm)
P.A. Heiberg er en dansk dokumentarfilm fra 1992 instrueret af Jørgen Roos efter manuskript af ham selv og Ib Rehné.

## Handling
Hans skæbne er dig bekendt står der på en gravsten på Paris' nordlige kirkegård, Montmartre. Stenen står over danskeren Peter Andreas Heiberg, der blev født 1758 i Vordingborg og døde 1841 i Paris. Men er hans skæbne os bekendt i dag? P.A. Heiberg var skuespilforfatter, politisk satiriker og en af tiden mest frisindede intellektuelle, der i år 1800 blev landsforvist for sin kamp for pressefrihed. "Ordener hænger man på idioter", skrev Heiberg, der aldrig genså Danmark, men fik et nyt liv i Paris som embedsmand for Napoleon, og som tolk deltog han i alle Napoleontidens store slag og begivenheder. Filmen trænger bag P.A. Heibergs facade og fanger både et fascinerende menneske og periodens, oplysningstidens, ånd.

## Medvirkende
- Ib Rehné